# 赤柱村巴士總站
赤柱村巴士總站（英語：Stanley Village Bus Terminus），又稱「赤柱市集」及「赤柱市場」（英語：Stanley Market）巴士總站，位於港島南區赤柱赤柱村道及赤柱灘道交界處，位處赤柱之核心地段，聞名的赤柱市集正正位於巴士總站對面，故此人流相當高。巴士總站採用平行式月台設計，面積不大，假日更泊滿巴士，因此站長調動巴士時稍一不慎就會造成交通擠塞，過海隧道巴士973線的站位更因總站過於擠迫而設於右邊行人路，巴士需要倒車才能停泊。
城巴6、6X、63、73及260線名義上曾以赤柱監獄為總站，但實際車務運作上均以此站為總站；該等路線不會在赤柱監獄停留，抵達後立即改為下一程的路線，掉頭駛回此站，並在站位中停泊至編定時間才開車；但由2018年6月10日起，該等路線一律改以此站為總站。然而，從東頭灣道登上城巴6、6X、63、73及260線的乘客使用八達通在此站轉車，仍可獲回贈第一程車資（如使用現金，則須付兩程車資）。城巴14線與城巴314線只在赤柱村道赤柱警署站設站，故不設優惠。

## 總站路線資料（巴士）

### 城巴H3線
- 未有資料，請加入至Module:香港巴士/hki。

### 城巴H4線
- 未有資料，請加入至Module:香港巴士/hki。

### 城巴6號線
- 赤柱市場 ↔ 中環（交易廣場）

### 城巴6X線
- 赤柱市場 ↔ 中環（交易廣場）

### 城巴63線
- 北角碼頭 ↔ 赤柱監獄

### 城巴65線
- 北角碼頭 ↔ 赤柱市集

### 城巴73線
- 數碼港 ↔ 赤柱市場
- 華富（北） ↔ 赤柱市場

### 城巴73S線
- 赤柱市場 → 海洋公園

### 城巴260線
- 赤柱市場 ↔ 中環（交易廣場）

### 過海隧道巴士973線
- 尖沙咀東（麼地道） ↔ 赤柱市場

## 車坑分佈
| 車坑分佈（以入口最左邊起計） | 車坑分佈（以入口最左邊起計） | 車坑分佈（以入口最左邊起計）                  |
| 車坑編號                     | 車坑數目                     | 路線                                          |
| ---------------------------- | ---------------------------- | --------------------------------------------- |
| 1                            | 單坑                         | 城巴6、6X線                                   |
| 2                            | 單坑                         | 城巴260線                                     |
| 3                            | 雙坑                         | 城巴63、65、73、73S線 過海隧道巴士173R、973線 |